# Holzfisch

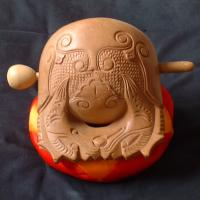
Japanisches Mokugyo

Der Holzfisch (japanisch mokugyo 木魚, chinesisch 木魚 / 木鱼, Pinyin mùyú, koreanisch moktak) ist ein Aufschlagidiophon aus Holz, das zu den Schlitztrommeln gehört. Wie der praktisch baugleiche Tempelblock und der einfachere Holzblock ist der Holzfisch durch einen Schlitz oder eine runde Bohrung teilweise ausgehöhlt. Er wird in verschiedenen Mahayana-Traditionen des Buddhismus vor allem in Japan, China, Korea und Vietnam als Begleitinstrument bei Rezitationen verwendet. In China gehört der Holzfisch zu den ban genannten hölzernen Perkussionsinstrumenten. Im Zen/Chan-Buddhismus wird er als Signal zum Beginn und zum Ende einer Meditationseinheit verwendet und im Amitabha-Buddhismus auch als Begleitung zu Amitabha-Gesängen.

## Bedeutung und Form

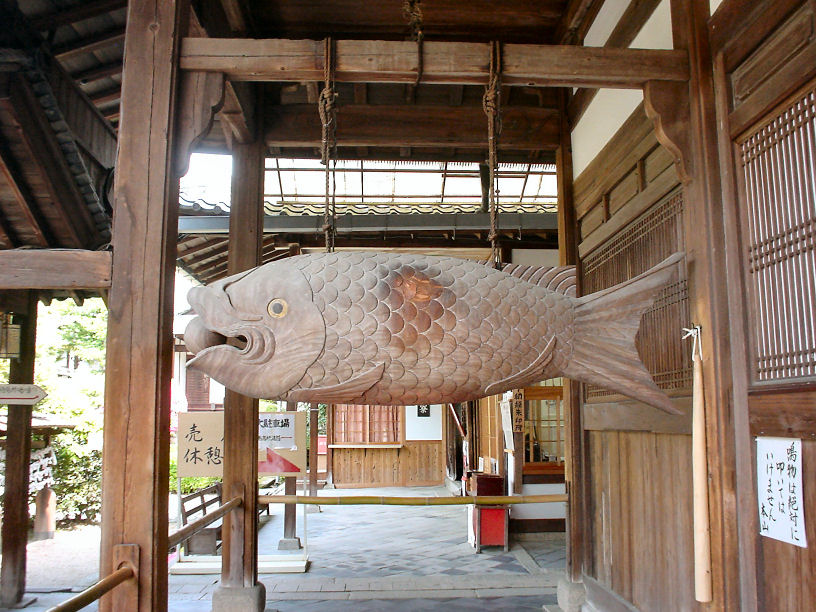
Mokugyo in Fischform, japanischer Tempel Mampuku-ji

Das koreanische Wort moktak hat zwei Teile: mok bedeutet Holz und tak schlagen. In Japan wird dieses Instrument mokugyo genannt, was übersetzt „Holzfisch“ bedeutet. Diese Bezeichnung kommt von der ursprünglichen Form des Instruments, das an einen Fisch mit offenem Mund erinnert. Da Fische nicht schlafen, sind sie im Buddhismus ein Symbol unter anderem für Wachsamkeit. Das mokugyo soll also die Rezitierenden daran erinnern, mit ihrer ganzen Konzentration beim rezitierten Sutra zu sein. Es gibt mokuyos in unterschiedlichsten Größen: von zehn Zentimetern bis über einem Meter.
Heute sind mokugyo meist nicht mehr in Form eines Fischkopfes gefertigt, sondern haben nur eine kugelige Form mit Verzierungen. Eine spezielle Form wird jedoch in buddhistischen Klöstern in Japan verwendet, um die Mönche morgens und mittags zum Essen zu rufen. Dabei handelt es sich um ein mokugyo in der Form eines ganzen Fisches. Eine ähnliche Hauptfunktion als Signalgeber vor den Mahlzeiten besitzt in tibetisch-buddhistischen Klöstern ein gandi genannter Schlagbalken, der entwicklungsgeschichtlich den Schlitztrommeln vorausgeht.

## Herkunft

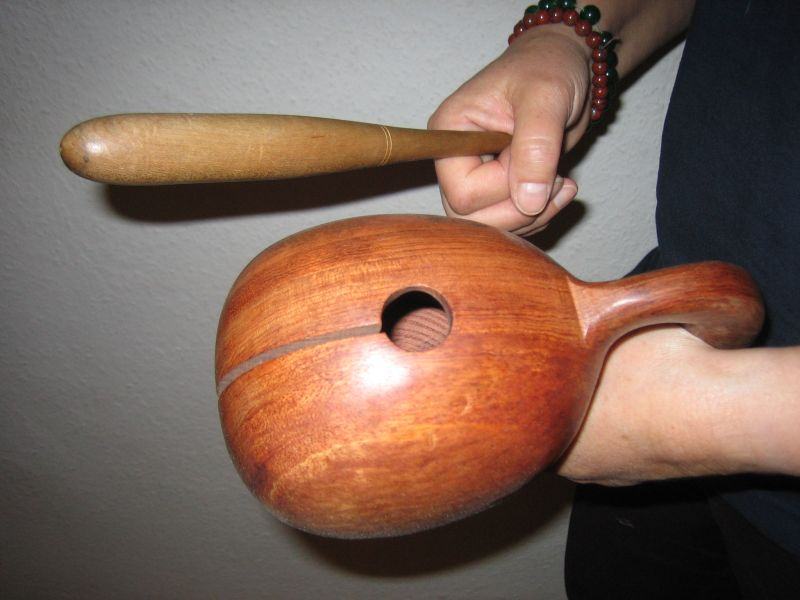
Koreanischer moktak

Es gibt viele Legenden über die Entstehung dieses Musikinstrumentes, die meisten davon spielen in China.  Eine dieser Legenden erzählt von einem chinesischen Buddhisten, der nach Indien ging, um buddhistische Texte (Sutras) zu erhalten. Auf seinem Weg nach Indien musste er einen breiten Fluss überqueren, hatte aber weder ein Boot noch war eine Brücke vorhanden. In diesem Moment schwamm ein großer Fisch an die Oberfläche. Der Buddhist setzte sich auf seinen Rücken und der Fisch brachte ihn sicher an das andere Ufer. Der Fisch erzählte anschließend, dass er in seinem früheren Leben als Mensch eine schlechte Tat begangen hat, die er nun versucht wiedergutzumachen und bittet den Buddhisten, den Buddha zu fragen, ob der Fisch ein Bodhisattva werden könne.
Der Buddhist willigte ein und setzte seine Reise fort, die insgesamt siebzehn Jahre dauerte. Nachdem er die buddhistischen Texte erhalten hatte, machte er sich auf den Rückweg nach China. Als er wieder den Fluss überqueren wollte, kam wieder derselbe Fisch. Wieder half er dem Buddhisten den Fluss zu überqueren. Der Buddhist hatte jedoch sein Versprechen vergessen. Als der Fisch das erfuhr, wurde er wütend und warf den Buddhisten samt den Sutras in den Fluss. Ein Fischer, der zufällig in der Nähe war, rettete den Buddhisten. Die Sutras waren jedoch unglücklicherweise in den Fluten verschwunden.
Als der Buddhist nach Hause kam, war er voller Zorn. Die Reise von siebzehn Jahren war umsonst. Er schnitzte voller Ärger aus einem Stück Holz einen Fischkopf. In Erinnerung an sein Schicksal schlug er mit einem Holzhammer auf diesen Fischkopf. Zu seiner Verwunderung öffnete der hölzerne Fisch bei dem Schlag sein Maul und sagte einen Buchstaben des Sutra. Von nun an schlug er auf den Fischkopf so oft er Zeit fand und konnte so nach ein paar Jahren die verloren geglaubten Sutras Buchstabe für Buchstabe wiedererlangen.